# Chlorita hortensis
Chlorita hortensis är en insektsart som beskrevs av Irena Dworakowska 1977. Chlorita hortensis ingår i släktet Chlorita och familjen dvärgstritar. Inga underarter finns listade i Catalogue of Life.